# 宮崎県総合運動公園
宮崎県総合運動公園（みやざきけん・そうごううんどうこうえん）は、宮崎県宮崎市大字熊野にあるスポーツ施設群を有する県立総合運動公園。「スポーツランドみやざき」構想の中核施設である。施設は宮崎県が所有し、公園部分は宮崎県公園協会が、スポーツ施設など有料施設は宮崎県スポーツ施設協会がそれぞれ指定管理者として運営管理を行っている。
命名権（後述）により「ひなた」を冠した「ひなた宮崎県総合運動公園」という名称となっている。

## 概要
宮崎市南部沿岸に位置し、面積は13.7ha。清武川河口右岸から加江田川河口左岸に至る南北2km、東西平均幅約600ｍにおよび、東側は日向灘に面している。
近代的設備を有する各種の総合体育施設をもち、約50万本の修景植栽による緑の中のスポーツ公園。緑の多い公園として知られるが、維持管理には困難が伴うという。
運動公園全体が「森の中に競技施設をつくる」という基本概念の下で設計されており、防砂林を介して日向灘に面す自然環境を活かした上で、約500種42万本が植栽されている。運動公園内にある19のスポーツ施設では計32競技のプレーが可能で、宮崎県のスポーツの拠点となっている。プロ野球・読売ジャイアンツ（巨人）やJリーグクラブもキャンプ・合宿を行うなど、全国的にも知られている。

## 歴史
宮崎県の置県80周年記念事業のひとつとして総合体育施設を整備することが1964年に発表され、1965年に宮崎市南部、木崎地区の干拓地への建設が決定され、1967年に本格的に着工した。
1972年に一部施設が完成。1974年には陸上競技場と、市が整備した宮崎市営野球場（現ひむかスタジアム）が完成した。そして、1979年には、「日本のふるさと宮崎国体」のメイン会場となった。その後も順次スポーツ施設や公園施設の整備を進め、2001年に硬式野球場（サンマリンスタジアム宮崎）が、2004年には木の花ドームが完成し、現在の形となった。
2019年にはサンマリンスタジアム北側に６人同時投球可能となる「サンライズブルペン」（黒土の内野グラウンド）が建設された。隣にはサブグラウンドを建設した。周囲はフェンスで囲まれている。いずれの施設も2019年の2月1日、読売巨人軍春季キャンプから運用を開始した。
2020年からは津波避難計画の一環として、サンマリンスタジアム宮崎の1・3塁側に避難用スロープや自転車競技場方面からの迅速な避難のために屋内競技場前に橋を架設。また、陸上競技場前の中央広場は更地化された後、盛り土の避難施設建設が実施された。南口側にも２箇所の津波避難タワーが建設されている。
2021年には軟式B野球場の大規模改修工事（内野の土の入れ替えなど）を行っている。
2024年9月7-8日、ひなたサンマリンスタジアム宮崎で日向坂46のライブイベント「ひなたフェス2024」が開催された。同球場でライブイベントが開催されるのは開場以来初である。

## 命名権
2014年、宮崎県は同公園の命名権（ネーミングライツ）協賛社を募集し、霧島酒造株式会社と2014年10月1日から2019年9月30日の5年契約を締結した。対象となる施設は公園そのものと、「サンマリンスタジアム宮崎」「ひむかスタジアム」「木の花ドーム」「武道館」「陸上競技場」の5か所。これに伴い公園名は「KIRISHIMAヤマザクラ宮崎県総合運動公園」、対象施設名にも「KIRISHIMA」の名称がつく。
2019年9月、霧島酒造との契約を更新せず契約期間満了。県は2020年4月からの運用開始をめどに新たなスポンサーを募集していたが、2019年12月、米良電機産業と命名権契約を締結したと発表した。契約期間は2020年4月〜2025年3月の5年・契約料年間3000万円で、対象となる施設のうち、公園そのものと、陸上競技場、武道館については米良電機産業の正式な社名ではなく、「ひなた」を必ず冒頭に付けることを条件として新たな愛称を募集することになった。

## 主な施設
- 宮崎県総合運動公園陸上競技場（ひなた陸上競技場）
- 宮崎県総合運動公園硬式野球場（ひなたサンマリンスタジアム宮崎）
- 宮崎県総合運動公園第二硬式野球場（ひなたひむかスタジアム）
- 軟式野球場2面（うち1面=Aグラウンドは硬式も使用可能）
- 木の花ドーム（ひなた木の花ドーム）
- 武道館（ひなた武道館）（弓道場・遠的施設も併設）
- 宮崎県総合運動公園サッカー場
- 宮崎県総合運動公園テニスコート
- 宮崎県自転車競技場
- 合宿所
- 青島青少年自然の家（当公園の南側）
- 屋内練習場
- 補助球技場（屋内練習場の東側）
- 屋外水泳場
- 宮崎県総合運動公園ラグビー場
- 日向景修園（日本庭園）
- ソフトボールコート4面（当公園南側）

ほか

## 交通
- JR日南線
  - 木花駅または運動公園駅下車後徒歩5〜10分
- 宮崎交通 日南・飫肥方面　青島・白浜入り口方面行き
  - サンマリンスタジアム方面「サンマリン前」下車　徒歩10分程
  - 陸上競技場・ひむかスタジアム方面「運動公園前」下車　徒歩15分程
  - 青島青少年自然の家・木の花ドーム方面「運動公園南口」下車　徒歩15分程